# Circus (pesem)
»Circus« je pesem ameriške glasbenice Britney Spears z njenega šestega glasbenega albuma, Circus. 2. decembra 2008 je singl izdala založba Jive Records kot drugi singl z albuma. Pesem »Circus« so napisali Dr. Luke, Claude Kelly in Benny Blanco kot metaforo za javen vidik življenja Britney Spears. Potem, ko je prvič poslušala pesem, je Britney Spears želela ustvariti album in turnejo na temo cirkusa. Glasbeno je pesem »Circus« elektropop in R&B pesem, njeno besedilo pa govori o tem, kako je biti v zabavni industriji in pripravljati predstave. Pesem je s strani glasbenih kritikov prejemala v glavnem pozitivne ocene, predvsem zaradi uspešne elektronske produkcije.
Pesem »Circus« je požela velik komercialni uspeh. Zasedla je eno izmed prvih desetih mest na avstralski, kanadski, danski, novozelandski, švedski in ameriški glasbeni lestvici ter eno izmed prvih dvajsetih mest na lestvicah v mnogih evropskih državah. S 5,5 milijoni prodanih kopij izvodov je eden izmed najbolje prodajanih singlov vseh časov, Britney Spears pa je z njim prvič nastopila 2. decembra 2008 v oddaji Good Morning America. Pesem »Circus« je izvedla tudi na svoji turneji The Circus Starring Britney Spears (2009), kjer je bila oblečena v voditeljico cirkuških predstav in tako predstavila metaforo, uporabljeno v pesmi.
Videospot za pesem, ki ga je režiral Francis Lawrence, so izdali 4. decembra 2008. Prikazal je Britney Spears kot voditeljico cirkuških predstav, v njem pa so se pojavili še različni cirkuški artisti in skupaj so se prikazali na različnih scenah cirkusa. Videospotu so glasbeni kritiki dodelili v glavnem pozitivne ocene, kritizirala pa ga je organizacija PETA, in sicer zaradi »kruto treniranih živali«. Kakorkoli že, ustvarjalci videospota so zanikali, da bi z živalmi ravnali kruto.

## Ozadje
Pesem »Circus« so napisali Dr. Luke, Claude Kelly in Benny Blanco, producirala pa sta jo Benny Blanco in Dr. Luke. Dr. Luke in Claude Kelly sta na začetku dobila naročilo za pesem za Britney Spears. Ko sta prišla v studio, pa še nista imela pripravljene zgodbe pesmi, temveč sta, kot je povedal Claude Kelly, »samo poznala njen stil in njena dela«.  Potem, ko si je Dr. Luke zamislil glasbo, so besedilo napisali na podlagi njenega javnega življenja. Britney Spears je razložila, da si je ob prvem poslušanju pesmi »Circus« zamislila zgodbo za celoten projekt. Dejala je: »S[pesmijo 'Circus'] se je vse združilo in želela sem si, da bi se vse skupaj ujemalo tudi z mojo turnejo. S cirkusom se lahko poigraš na toliko različnih načinov.« Pesem »Circus« so posneli v snemalnih studijih Conway in Chalice v Los Angelesu, Kalifornija ter studiu Glenwood v Burbanku, Kalifornija. Spremljevalne vokale so zapeli Cathy Dennis, Claude Kelly in Myah Marie. Glavne inštrumente sta zaigrala Claude Kelly in Dr. Luke. Remix za pesem je v studiu MixStar v Virginiji posnel Serban Ghenea. Pesem »Circus« so kot drugi singl z albuma potrdili 31. oktobra 2008 in na ameriških radijskih postajah izdali 2. decembra 2008.

## Sestava
Pesem »Circus« je elektropop in R&B pesem. Napisana je v F-duru, vokali Britney Spears pa se raztezajo od G#2 do C#5. Pesem »Circus« se pričenja z bobni in zvok narašča, dokler Britney Spears ne prične peti. Pri verzih je bil velik poudarek na sintetizatorju. Refren se prične z elektronskim zvokom in petje Britney Spears so opisali kot »na pol rapanje«. Besedilo govori o tem, kako je biti v zabavni industriji in pripravljati predstave. Razložila je, da je ob petju kitic, kot je »Čutim adrenalin, ki se pomika po mojih venah / Luči me osvetljujejo in pripravljena sem začeti« (»I feel the adrenaline moving through my veins / Spotlight on me and I'm ready to break«) resnično opisovala svoja občutja. V refrenu se primerja z voditeljem cirkuških predstav. Claude Kelly je napisal, da je pesem »Circus« »dober način za to, da ljudi pripravimo do tega, da plešejo in se zabavajo«, hkrati pa ima sporočilo.

## Sprejem kritikov
Pesem »Circus« je s strani glasbenih kritikov prejela v glavnem pozitivne ocene. Nick Levine iz revije Digital Spy je napisal, da je pesem »pobesnela zver, katere refren deluje v stilu Maxa Martina in Timbalanda.« Novinar revije Popjustice je produkcijo pesmi primerjal s produkcijo pesmi »Break the Ice« in dodal, da »se velikokrat kaj ustavi in stoji, vključno s prislijenim MTV-jevim stilom.« Chris Williams iz revije Billboard je v svoji oceni singla pohvalil njen »elektronski pop zvok«. V oceni albuma je Ann Donahue iz revije Billboard kritizirala besedilo pesmi zaradi že večkrat uporabljene teme o slavi, uporabljeni že v njenih singlih »Lucky« (2000) in »Piece of Me« (2007). Dave De Sylvia iz revije Sputnikmusic je napisal, da je bila pesem »Womanizer« podobna pesmim z albuma Blackout, pesem »Circus« pa je resnično del albuma. Dan Cairns iz revije The Sunday Times je napisal, da so pesmi »Circus«, »If U Seek Amy« in »Mannequin« najboljše pesmi z albuma. Pesem »Circus« je bila leta 2009 nominirana za nagrado Teen Choice Awards v kategoriji za »izbiro glasbe: Singl«, vendar je nagrado nazadnje dobila Miley Cyrus s pesmijo »The Climb«.

## Dosežki na lestvicah
20. decembra 2008 je pesem »Circus« z 212.000 prodanimi izvodi debitirala na tretjem mestu ameriške glasbene lestvice, Billboard Hot 100. S tem je pesem postala prvi singl Britney Spears, ki je debitiral na enem izmed prvih desetih mest lestvice 7. marca 2009 je pesem debitirala na vrhu lestvice Billboard Pop Songs ter tretjem mestu lestvice Billboard Hot Dance Club Songs. Pesem »Circus« je po podatkih Nielsen Soundscana v Združenih državah Amerike prodala 2.812.582 kopij izvodov. Je njen drugi digitalno najbolje prodajani singl v državi. Na kanadski glasbeni lestvici je pesem debitirala na drugem mestu samo zaradi uspešnosti digitalne prodaje. Bolje se je prodajala samo pesem »Poker Face« Lady Gaga. 8. decembra 2008 je pesem »Circus« debitirala na petnajstem mestu avstralske lestvice, s čimer je postala najvišje uvrščena pesem na lestvici, ki je tistega tedna šele debitirala. 22. decembra 2008 je pesem zasedla šesto mesto lestvice. Kasneje je za 70.000 prodanih izvodov v državi pesem prejela platinasto certifikacijo s strani organizacije Australian Recording Industry Association (ARIA). Na novozelandski lestvici je pesem zasedla četrto mesto lestvice in prejela zlato certifikacijo s strani organizacije Recording Industry Association of New Zealand (RIANZ) za več kot 7.500 prodanih izvodov. Pesem je bila zelo uspešna tudi v Evropi in 21. marca 2009 zasedla dvaindvajseto mesto na evropski glasbeni lestvici. Pesem »Circus« je zasedla eno izmed prvih desetih mest na lestvici na Švedskem ter eno izmed prvih dvajsetih mest na avstrijski, češki, finski, norveški, nizozemski in britanski lestvici. Po podatkih podjetja The Official Charts Company je pesem v Veliki Britaniji prodala 190.000 izvodov. Postala je deseti najbolje prodajani singl leta 2009 z več kot 5,5 milijonov prodanih izvodov.

## Videospot

### Razvoj in Izid
Videospot za pesem »Circus« so snemali od 28. oktobra do 2. novembra 2008 v Los Angelesu, Kalifornija. Režiral ga je Francis Lawrence, ki je z Britney Spears sodeloval že leta 2001, in sicer pri snemanju videospota za njen singl »I'm a Slave 4 U«. Britney Spears je Francisa Lawrencea za režiserja izbrala zato, ker je »edina oseba, ki bi lahko vse zajela, vse naredila zelo zvito, ekscentrično in drugačno«. 17. novembra 2008 so med promocijo njenega dokumentarnega filma, Britney: For the Record, predvajali tri sekunde dolg ekskluzivni odlomek videospota. Videospot so nameravali izdati 5. decembra 2008 v oddaji Entertainment Tonight, vendar so ga v zadnjem hipu premierno predvajali že 4. decembra tistega leta.

### Zgodba
Videospot se prične z Britney Spears, ki se nadišavi s parfumom Curious in si natakne uhane znamke Bulgari. Nato prime cilinder in ga postavi pred obraz, iz drugega cilindra pa pričnejo leteti golobi. Britney Spears prične peti, vstane in si nadane uniformo voditeljice cirkuške predstave. Čez celoten videospot se prikazujejo vmesne scene, v katerih se na hoduljah prikažejo pantomimiki, klovni, plesalke s trakovi in akrobati. Prikazujejo tudi prizore, v katerih Britney Spears poje s cilindrom na glavi, oblečena samo v mrežaste nogavice pred rdečimi zavesami. Temu sledi skupinska plesna scena sredi cirkuškega obroča, Britney Spears pa nosi suknjič voditeljice cirkuške predstave, kratke hlače in cilinder s perjem. Ob petju drugega verza pleše na stolu, oblečena v modrček in prekrita z listjem, v rokah pa drži bič. Videospot se nadaljuje s serijo različnih prizorov, kot je Britney Spears, ki jo zasuvajo z bleščicami, obkrožena z dvema levoma in na slonu. Med refrenom Britney Spears in njeni spremljevalni plesalci nastopijo s plesno rutino pred plameni. V zadnjem refrenu se Britney Spears vrne na cirkuški oder z dvema slonoma, cirkuškimi artisti in plesalci in požiralci ognja. Videospot se konča z Britney Spears s cilindrom na glavi z nasmehom.

### Sprejem
Davil Balls iz revije Digital Spy je videospot opisal kot »predrznega, zapeljivega in malce smešnega«, Britney Spears pa »izvede nekaj ubijalskih plesnih točk«. Tim Stack iz revije Entertainment Weekly je ples na stolu primerjal s podobnimi prizori v videospotu za pesem »Stronger« in dodal: »Najboljše od vsega pa je, da dejansko izgleda kot animirana v tem videospotu in zdi se, da se zabava«. James Montgomery iz MTV-ja je napisal, da vas po ogledu videospota »prevzame nenadna potreba po tem, da bi odšli v cirkus v Veliko jabolko. Ali pa si nadeli nekaj parfuma Curious. Ali pa, saj veste, morda oboje.« Videospot je leta 2009 prejel nagrado MTV Australia Awards v kategoriji za »najboljše gibe«. Istega leta je bil nominiran za štiri nagrade MTV Video Music Awards v kategoriji za »najboljšo režijo«, »najboljšo koreografijo«, »najboljšo kinematografijo« in »najboljše urejanje«, vendar nobene izmed teh nagrad ni dobil. Leta 2009 je bil na podelitvi nagrad MTV Europe Music Awards nominiran tudi v kategoriji za »videospot leta«, vendar je nagrado nazadnje dobila Beyoncé za svoj videospot »Single Ladies«. Videospot je leta 2009 prejel nagrado Fuse TV Award za »najboljši videospot«, s čimer je Britney Spears postala prva glasbenica, ki je nagrado dobila dvakrat zapored.
9. decembra 2008 je organizacija PETA, ki se bori za pravice živali, izdala izjavo, kjer so kritizirali Britney Spears zaradi »kruto treniranih levov in slonov« in od nje so zahtevali, da »za večno preneha z uporabo eksotičnih živali v svojih videospotih in nastopih«. Britney Spears je organizacija kritizirala že leta 2001, ker je med nastopom s pesmijo »I'm a Slave 4 U« med podelitvijo nagrad MTV Video Music Awards uporabila albino pitona in tigra v kletki. Kari Johnson je za revijo Have Trunk Will Travel je napisal, da »[organizacija] izjave nikoli ni izdala pisno, pa tudi posneli je niso in Britney Spears med treniranjem slonov nikoli ni uporabila električnih pripomočkov ali kakorkoli ogrožala slonove ali človekove varnosti. [...] Organizacija American Humane Association je spremljala in posnela treniranje. Na snemanju videospota za pesem 'Circus' je bil njihov predstavnik z našimi sloni, Taijem in Kitty, da je zagotovil njuno varnost [...] Britney, režiser, producenti in celotna ekipa so s sloni ravnali zelo spoštljivo, z njimi pa je bilo zelo zabavno sodelovati.«

## Nastopi v živo
S pesmijo »Circus« je Britney Spears 2. decembra 2008 nastopila v ameriški pogovorni oddaji Good Morning America skupaj s pesmijo »Womanizer«. Oblečena je bila v majico, usnjene hlače, cilinder in suknjič voditeljice cirkuških predstav. Pesem »Circus« je bila zelo pomemben del turneje The Circus Starring Britney Spears (2009), saj je z njo otvorila koncerte. Kostume so izbrali glede na metaforo. Koncert se je pričel z videom Pereza Hiltona, oblečenega v kraljico Elizabeto II, ki je občinstvo pozdravil v cirkusu. Na sredi posnetka se je ekran v obliki cilindra na sredi odra pričel dvigati in Britney Spears se je pojavila s Perezom Hiltonom pojavila v ozadju s samostrelom v rokah. Ko se je posnetek končal, se je prava Britney Spears pričela dvigati s stropa, oblečena v naglavno okrasje z gepardjim vzorcem, suknjič voditeljice cirkuških predstav, črne kratke hlače in škornje z visokimi petami ter z bičem v rokah. Naglavno okrasje je predstavljalo žival. Ko je pristala na odru, si ga je snela in pričela predstavljati tako voditeljico cirkuških predstav kot krotilko levov in pričela je izvajati pesem »Circus«. Vključeval je razne akrobatske točke na odru in obroče, ki so se vrteli v zraku. Britney Spears je nastop končala tako, da si je slekla suknjič in razkrila steznik z diamanti Swarovski in simbolizirala sužnjo. Nato je stekla na glavni oder, obkrožil jo je dim, vstopila je v zlato kletko in pričela izvajati pesem »Piece of Me«.

## Seznam verzij
| - CD s singlom 1 1. »Circus« – 3:12 2. »Womanizer« (funk remix Mikea Rizza) – 3:51 - CD s singlom 2 1. »Circus« – 3:12 2. »Circus« (cirkuški remix Toma Nevillea) – 7:52 3. »Circus« (Diploov cirkuški remix) – 4:24 4. »Circus« (klubski remix Juniorja Vasqueza) – 9:01 5. »Circus« (videospot) | - Digitalno 1. »Circus« – 3:12 2. »Circus« (cirkuški remix Toma Nevillea) – 7:52 - Digitalni EP — Remixi 1. »Circus« (Diplov cirkuški remix) – 4:24 2. »Circus« (cirkuški remix Toma Nevillea) – 7:52 3. »Circus« (Villainsov remix emix) – 5:17 4. Circus (Linusov ljubezenski remix) – 4:39 5. »»Circus«« (elektronski remix Juniorja Vasqueza) – 9:02 |

## Ostali ustvarjalci
- Britney Spears – glavni vokali
- Lukasz Gottwald – tekstopisec, produkcija, bobni, klaviatura, programiranje, kitara
- Claude Kelly – tekstopisec, spremljevalni vokali
- Benjamin Levin – tekstopisec, produkcija, bobni, klaviatura, programiranje
- Serban Ghenea – mešanje
- John Hanes – urejanje dodatkov
- Cathy Dennis – spremljevalni vokali
- Myah Marie – spremljevalni vokali

## Dosežki in certifikacije
| Lestvica                                                | Dosežek |
| ------------------------------------------------------- | ------- |
| Avstralija (ARIA)                                       | 6       |
| Belgija (Flandrija; Ultratop 50)                        | 37      |
| Belgija (Valonija; Ultratop 40)                         | 27      |
| Kanada (Canadian Hot 100)                               | 2       |
| Češka (IFPI)                                            | 41      |
| Danska (Tracklisten)                                    | 9       |
| Nizozemska (Dutch Top 40)                               | 41      |
| Finska (YLE)                                            | 15      |
| Francija (SNEP)                                         | 19      |
| Madžarska (Mahasz)                                      | 4       |
| Irska (IRMA)                                            | 12      |
| Japonska (Oricon)                                       | 38      |
| Nova Zelandija (RIANZ)                                  | 4       |
| Norveška (VG-lista)                                     | 15      |
| Slovaška (IFPI)                                         | 13      |
| Švedska (Sverigetopplistan)                             | 6       |
| Švica (Media Control Charts)                            | 19      |
| Združeno kraljestvo (UK Singles Chart)                  | 13      |
| Združene države Amerike (Billboard Hot 100)             | 3       |
| Združene države Amerike (Billboard Hot Dance Club Play) | 3       |
| Združene države Amerike (Billboard Pop Songs)           | 1       |

| Država         | Certifikacija |
| -------------- | ------------- |
| Avstralija     | Platinasta    |
| Danska         | Zlata         |
| Nova Zelandija | Zlata         |

| Lestvica (2009)                             | Dosežek |
| ------------------------------------------- | ------- |
| Avstralija (ARIA)                           | 62      |
| Kanada (Canadian Hot 100)                   | 15      |
| Belgija (Valonija; Ultratop 40)             | 87      |
| Švedska (Sverigetopplistan)                 | 78      |
| Združeno kraljestvo (UK Singles Chart)      | 105     |
| Združene države Amerike (Billboard Hot 100) | 27      |

### Ostali pomembnejši dosežki
| Predhodnik: »Love Story« od Taylor Swift | Prvo mesto na ameriški glasbeni lestvici (Billboard Pop Songs) 7. marec 2009 | Naslednik: »Gives You Hell« od The All-American Rejects |